# Parc de les Aigües
Parc de les Aigües är en park i Spanien.   Den ligger i provinsen Província de Barcelona och regionen Katalonien, i den östra delen av landet, 500 km öster om huvudstaden Madrid. Parc de les Aigües ligger 108 meter över havet.
Terrängen runt Parc de les Aigües är kuperad åt nordväst, men åt sydost är den platt. Havet är nära Parc de les Aigües åt sydost.  Närmaste större samhälle är Barcelona, 2,8 km söder om Parc de les Aigües. 